# Ahrenshagen-Daskow
Ahrenshagen-Daskow ist eine Gemeinde im Landkreis Vorpommern-Rügen. Die Gemeinde liegt südöstlich von Ribnitz-Damgarten. Bis zum 1. Januar 2005 war die Gemeinde Teil des damaligen Amtes Ahrenshagen; seitdem gehört sie zum Amt Ribnitz-Damgarten.

## Geografie

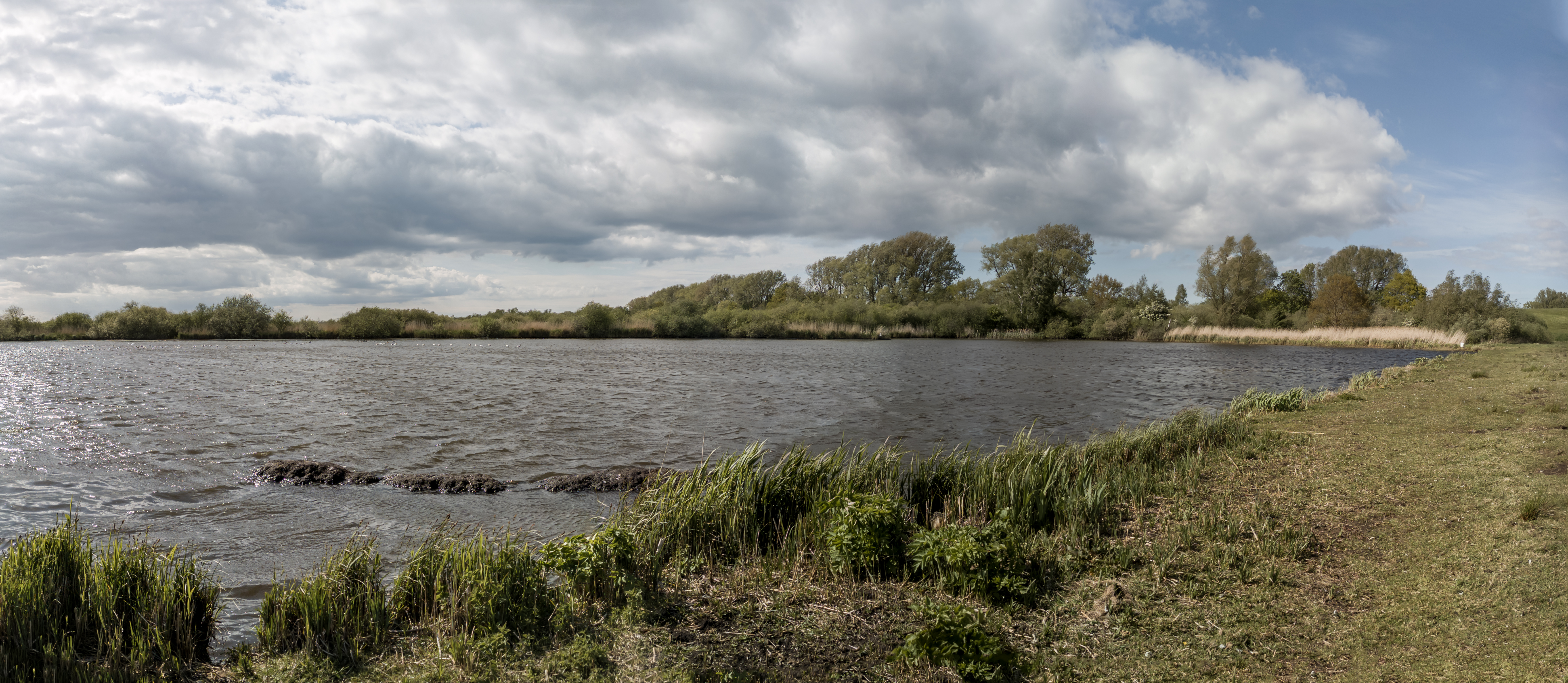
Recknitztal bei Ahrenshagen-Daskow

Ahrenshagen-Daskow liegt etwa zehn Kilometer südöstlich von Ribnitz-Damgarten. Die Gemeinde liegt in der Recknitz-Ebene mit dem Naturschutzgebiet Unteres Recknitztal. Der Fluss bildet die Grenze zu den Nachbargemeinden Marlow und Ribnitz-Damgarten. Größere Seen und Waldgebiete gibt es im Gemeindegebiet nicht. Nur im äußersten Osten grenzt sie an das Schlemminer Holz.
Ortsteile
| - Ahrenshagen - Altenwillershagen - Behrenshagen - Daskow - Dettmannsdorf - Gruel | - Pantlitz - Plummendorf - Prusdorf - Todenhagen - Tribohm |

## Geschichte
Die Gemeinde hatte während des Dreißigjährigen Krieges schwer zu leiden. Mit dem Westfälischen Frieden von 1648 geriet Vorpommern und somit auch der Ort Ahrenshagen-Daskow unter schwedische Herrschaft und 1815 kam die Gemeinde und Vorpommern zu Preußen.
Nach dem Dreißigjährigen Krieg bis 1815 gehört die Gegend zu Schwedisch-Pommern und danach zur preußischen Provinz Pommern. Sie war bis 1952 Teil des Landkreises Franzburg-Barth und gehörte danach bis 1994 zum Kreis Ribnitz-Damgarten im Bezirk Rostock.
Ahrenshagen und Daskow wurden am 1. Januar 2001 zur neuen Gemeinde Ahrenshagen-Daskow zusammengeschlossen.
Ahrenshagen wurde erstmals 1323 urkundlich erwähnt. Es entstand im Zuge der deutschen Ostkolonisation. Die Dorfkirche Ahrenshagen stammt vom 13. und 14. Jahrhundert, der Turm aus Feldstein vom 15. Jahrhundert.
Daskow ist slawischen Ursprungs. Der Mittelpunkt der späteren Ortshistorie bildete das sich entwickelnde Rittergut. Dieses Gut gehörte über zwei Generationen dem schwedisch stämmigen Adelsgeschlecht von Lil(l)ienanker, die auf den Akzise-Kommissar Johann von Lilienanker und seinen zwei Söhnen Johann Carl und Siegmund Gottlieb im Bezug zu Daskow stehen und unter ihren namen und Nachfahren bis 1836 Daskow innehatten. Der Ort, konkret das Gut, war 1841 bis 1945 im Besitz der briefadeligen Familie von Stumpfeld-Lillienanker. Die Familie Stumpfeld(t) erhielt in Wien 1763 die Nobilitierung in den Reichsadelsstand, hier in ihrer Funktion als schwedischer Amtshauptmann zu Barth und als Pfandträger des Dominialgutes Endingen, für Christoph von Stumpfeld. Die preußische Genehmigung der Wappen- und Namensfusion mit derer von Lillienanker geht auf eine in Potsdam belegte Zustimmung zurück und bezog sich auf den Enkel Wilhelm von Stumpfeld-Trinwillershagen als Erben und Nutznießer des von Lillienanker`schen Familienfideikommiss Daskow. Der Sohn, Landrat Gustaf Karl von Stumpfeld (1853–1895) war noch gleichberechtigter Mitinhaber von Trinwillershagen. Dieses Gut wurde veräußert, seine direkten Nachfahren betrieben dann konstant das Gut Daskow. Der gleichnamige Sohn Gustaf Wilhelm von Stumpfeld-Lillienanker (1871–1928) war mit Emma Schmidt-Guben verheiratet. Als Gutsherr führte er Daskow, Dettmannsdorf, Behrenshagen und Altenwillershagen, also eine umfangreiche Begüterung. Von Stumpfeld-Lillienanker war preußischer Oberregierungsrat, königlich preußischer Landrat und als Ehrenritter Mitglied im Johanniterorden. Nach Auflösung des Fideikommiss durch Beschluss des Amtes Stettin um 1928 wurden die genannten Güter freies Eigentum. Und so nannte sich der Erbe Wolf Gustaf nur noch Herr von Stumpfeld (1901–1970) auf Daskow, Dettmannsdorf und Behrenshagen. Er hatte 1926 Margot van Hooven-Borrentin geheiratet und lebte mit Familie nach der Bodenreform als landwirtschaftlicher Berufsschuldirektor in Niedersachsen. Das Nebengut Altwillershagen bekam im Minorat zum Verkauf die jüngste Schwester Charlotte-Dorothee, liiert mit dem Landwirt Hermann von Elbe.
Pantlitz wurde 1347 erstmals urkundlich erwähnt. Hier fand vermutlich die Schlacht an der Raxa statt. Die slawische Höhenburg aus dem 8. – 9. Jahrhundert war eine Grenzburg. Gutsbesitzer und damit Kirchenpatrone waren lange Zeit die von Mörder, ab 1732 die von Pfuel. Seit 1824 gehörte der Besitz den briefadeligen Herren von Mecklenburg, die 1742 zum mecklenburgischen Adel gezählt wurden. Von vor 1857 bis zu seinem Tod 1862 besaß Heinrich von Mecklenburg Gut Pantlitz. In Preußen erfolgte 1865 die Anerkennung des Freiherrentitel, geknüpft an den jedesmaligen Fideikommissbesitzer. Es war also eine Titulatur in Form der Primogenitur. Die Familie selbst stammt ursprünglich über den Oberstleutnant Karl Ludwig von Mecklenburg-Zirbühl ab, einem natürlichen Sohn der Tochter des Kanzlers von Mecklenburg Johannes Heinrich Wedemann mit Herzog Friedrich Wilhelm I. von Mecklenburg-Schwerin. Ein Nachfahre war der Pantlitzer Gutsherr Hugo Christian Freiherr von Mecklenburg, geboren 1845. Teile seines Nachlasses wurden im Herbst 1916 in Berlin versteigert. Um 1924 bis 1945 übernahm Oberamtmann Albert Matthies Gut Pantlitz. Das Rittergut hatte zuletzt einen Umfang von 371 ha, das Gutshaus stammt vom Anfang des 20. Jahrhunderts und die Dorfkirche Pantlitz von 1868.
Tribohm wurde 1268 erstmals erwähnt als Eckard von Dechow dem Kloster Neuenkamp Land vermachte. Der slawische Ortsname kann von einem Personennamen abgeleitet werden. Die Dorfkirche Tribohm wurde um 1250 erbaut, der Turm vermutlich 1421. Der Baukörper des Kirchbaus gilt das Typusbeispiel einer Granitkirche in Vorpommern. Im Jahr 1272 übernahm das Kloster das Patronat über die Kirche und 1456 die Universität Greifswald. Das Gut des Ortes hatte verschiedene Besitzer und Eigentümer. Tribohm stand längere Zeit im Besitz der Familie von Thun. Das pommersche Adelsgeschlecht bildete neben Schlemmin eine eigene genealogische Familienlinie Tribohm heraus. Als Stifter gelten Landrat Otto von Thun (1585–1637) und seine Frau Anna von Behr-Semlow. Erben auf Tribohm wurden der Sohn Christoph von Thun, der ebenso Landrat war, und der gleichnamige Enkel Christoph. Dessen Sohn wiederum war Victor Christian von Thun-Tribohm (1696–1776), liiert mit einer Cousine von Thun. Tribohm ging in der nächsten Generation an den Kanzler der Königlichen Regierung zu Stralsund Otto Heinrich von Thun und seine Ehefrau Louise von Lepel. Ihr Nachfolger war seit 1839 von allen Lehensansprüchen befreit und die Thun`schen Güter wurden frei vererbbar. Es handelt sich um den Gesandten am hessischen Hof zu Cassel, den preußischen Generalmajor Wilhelm Philipp Ulrich von Thun auf Tribohm nebst Gemahlin Frau von Senden. Deren Tochter Emma von Thun-Altenhagen (1834–1900) heiratete 1865 in Schlemmin den Standesherrn Otto Graf zu Solms-Rödelheim und so gelangt der Güterkomplex mit Tribohm an die Familie zu Solms. 1914 ist der Grundbesitzer der Sohn der Vorgenannten, Kuno Graf zu Solms-Rödelheim-Schlemmin-Altenhagen der Tribohmer Gutsbesitzer. Zum Rittergut Tribohm gehörte der Pfarr-, Küster- und Kirchenacker samt Holz. Die Fläche betrug gesamt 746 ha. Der Besitzer war verpachtet damals an Gustav Müller. Während Graf Solms, Erbtruchseß in Neu-Vorpommern, seine Hauptgüter um Schlemmin halten konnte, wurde Rittergut Tribohm zur Aufsiedlung vor 1939 freigegeben. Das Restgut Tribohm beinhaltete noch 124 ha und gehörte Herbert Rothenberg. Das Gutshaus stammt von 1846.

## Bevölkerung
| Jahr | Einwohner |
| ---- | --------- |
| 1990 | 1134      |
| 1995 | 1092      |
| 2000 | 1165      |
| 2005 | 2182      |
| 2010 | 2058      |
| 2015 | 2124      |

| Jahr | Einwohner |
| ---- | --------- |
| 2020 | 2147      |
| 2021 | 2156      |
| 2022 | 2165      |
| 2023 | 2273      |

 Stand: 31. Dezember des jeweiligen Jahres

## Politik

### Gemeindevertretung
Die Gemeindevertretung von Ahrenshagen-Daskow besteht aus 12 Mitgliedern. Die Kommunalwahl am 9. Juni 2024 führte bei einer Wahlbeteiligung von 68,6 % zu folgendem Ergebnis:
| Partei / Wählergruppe               | Stimmenanteil 2019 | Sitze 2019 |  | Stimmenanteil 2024 | Sitze 2024 |
| ----------------------------------- | ------------------ | ---------- |  | ------------------ | ---------- |
| Bauernverband                       | 63,0 %             | 8          |  | 70,3 %             | 8          |
| CDU                                 | 33,1 %             | 4          |  | 29,7 %             | 4          |
| Einzelbewerber Roberto Siebenbürgen | 03,9 %             | –          |  | –                  | –          |
| Insgesamt                           | 100 %              | 12         |  | 100 %              | 12         |

### Bürgermeister
- seit 2018: Sandra Schröder-Köhler[19]

Schröder-Köhler wurde am 26. Mai 2019 ohne Gegenkandidat mit 88,8 Prozent der gültigen Stimmen wiedergewählt. Am 9. Juni 2024 wurde sie wiederum ohne Gegenkandidat mit 83,8 % der gültigen Stimmen in ihrem Amt bestätigt. Ihre Amtsdauer beträgt fünf Jahre.

### Wappen
Das Wappen wurde am 7. November 2002 durch das Innenministerium genehmigt und unter der Nr. 268 der Wappenrolle von Mecklenburg-Vorpommern registriert.
Blasonierung: „Geteilt durch eine schräglinke blaue Wellenleiste; oben in Gold ein nach der Figur gestellter, linksgewendeter, schreitender, rot gezungter, schwarzer Greif, die beiden unteren Schwungfedern des Flügels silbern; unten in Silber ein hersehender roter Löwenkopf mit abgerissenem Halsfell.“
Das Wappen wurde vom Heraldiker Michael Zapfe gestaltet.

## Sehenswürdigkeiten

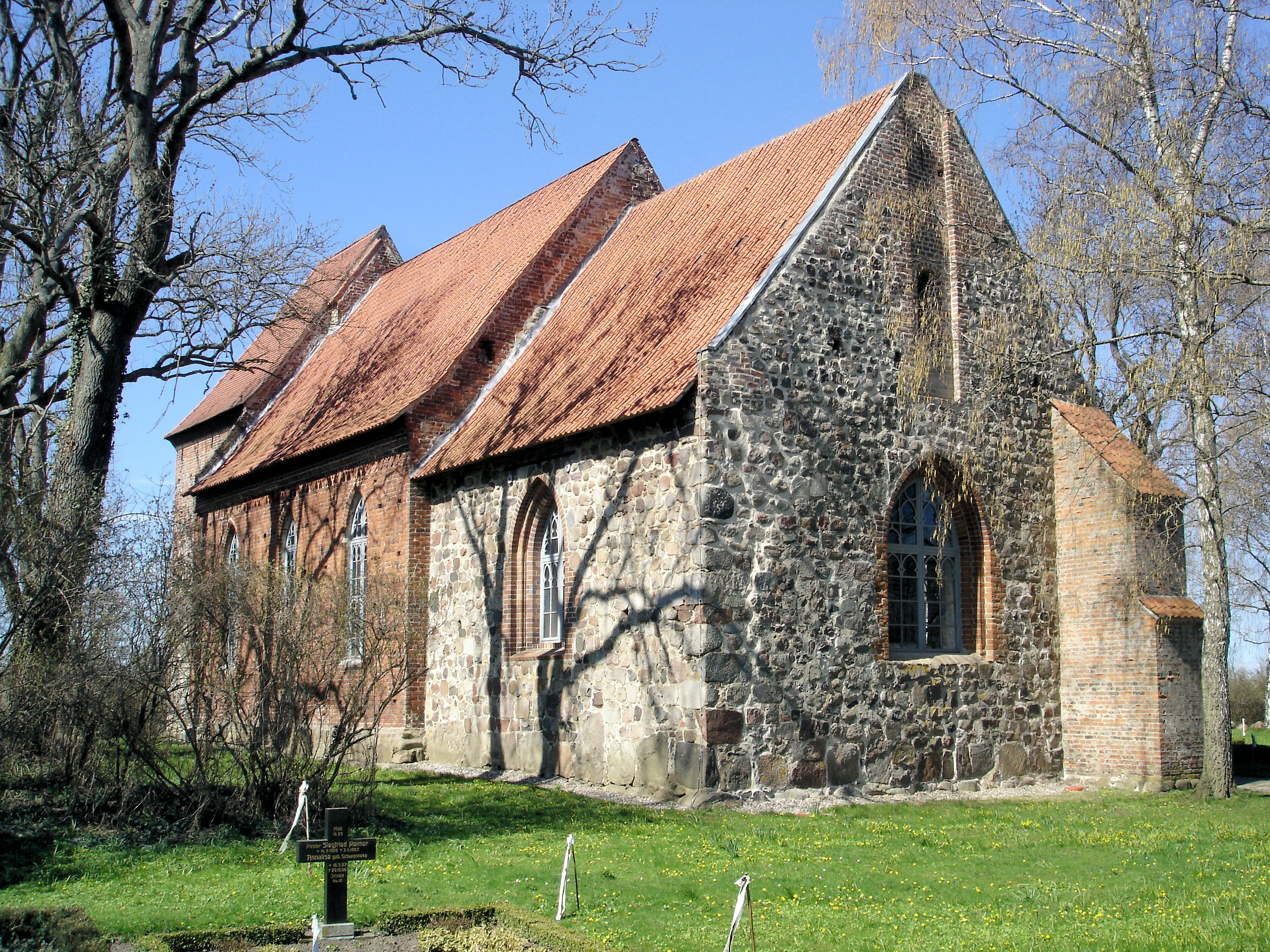
Dorfkirche Ahrenshagen

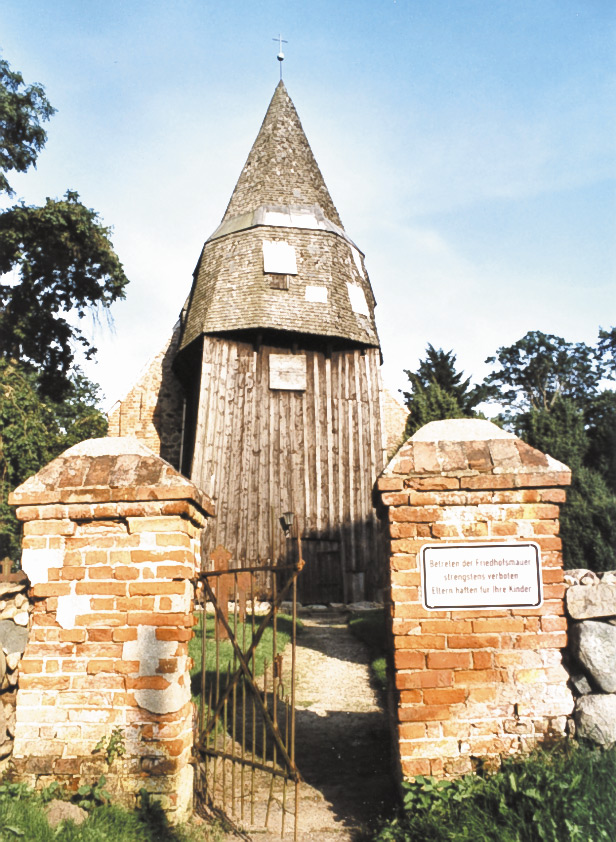
Dorfkirche Tribohm

- Dorfkirche Ahrenshagen aus dem 13./14. Jahrhundert
- Dorfkirche Pantlitz von 1868 nach Plänen von Ernst von Haselberg
- Dorfkirche Tribohm
- Gutshaus Daskow
- Gutshaus Pantlitz, seitlich davon eine mehrhundertjährige Eiche
- Gutshaus Tribohm von 1846
- Kleine Wallburg aus dem 8./9. Jahrhundert auf dem Schlossberg in Pantlitz, 300 m südwestlich des Ortes über dem Recknitztal
- Turmhügel Gruel
- Turmhügel Pantlitz
- Wasserwanderrastplatz in Pantlitz
- „Großer Stein“ im Ahrenshägener Wald (Findling aus der letzten Eiszeit)

## Verkehr
Die Bundesstraße 105 (Rostock–Stralsund) verläuft nördlich der Gemeinde. Die Bahnstrecke Stralsund–Rostock führt durch den Ortsteil Altenwillershagen.

## Persönlichkeiten
- Gottfried Fittbogen (1871–1941), Privatgelehrter und Autor, in Ahrenshagen geboren
- Albrecht Burchard (1873–1948), Mediziner und Hochschullehrer, in Todenhagen geboren
- Rainer Dally (* 1942), Jurist, lebt in Pantlitz
- Ulrich Steinhauer (1956–1980), Todesopfer an der Berliner Mauer, in Behrenshagen geboren